# Naravni rezervat Srebrna
Naravni rezervat Srebrna (bolgarsko Природен резерват Сребърна, Priroden rezervat Srebǎrna) je naravni rezervat v južni Dobrudži v severovzhodni Bolgariji. Ime je dobil po bližnji vasi. Rezervat leži 18 km zahodno od  Silistre in 2 km južno od Donave. Sestavljajo ga jezero Srebrna in njegova okolica. Rezervat leži na Via Pontica, selitveni poti ptic med Evropo in Afriko. Varovano območje meri 6 km², razširjeno območje pa dodatnih 5,4 km². Globina jezera je 1 do 3 m. Ob jezeru je muzej z zbirko nagačenih živali, značilnih za naravni rezervat.

## Ime
Ime jezera je povezano z več legendami. Po eni od njih je ime povezano s kanom Srebristom, ki je padel v bližini jezera v neenaki bitki s Pečenegi. Druga pripoveduje o čolnu, polnem srebra nekje na obali jezera. Tretja, ki je najbolj verjetna, izhaja iz srebrnega odseva jezerske površine pri polni luni.

## Zgodovina
Jezero Srebrna so v preteklosti večkrat preučevali tuji biologi. Prvi bolgarski znanstvenik, ki se je zanimal zanj, je bil Aleksi Petrov. Petrov je jezero prvič obiskal leta 1911. Leta 1913 je bila cela južna Dobrudža priključena k Romuniji in leta 1940 vrnjena Bolgariji. Petrov se je takrat ponovno začel preučevati kolonije ptic, ki so gnezdile ob jezeru. 
Jezero in njegova okolica sta bila leta 1948 razglašena   za naravni rezervat. Rezervat je bil leta 1975 vpisan na Ramsarski zeznam mokrišč in leta 1983 na Unescov seznam svetovne naravna dediščine.

## Rastlinstvo
V jezeru in njegovi okolici raste 139 rastlinskih vrst. Enajst vrstam zunaj rezervata grozi izumrtje.

## Živalstvo
V rezervatu stalno živi 39 vrst sesalcev, 21 vrst plazilcev in dvoživk in 10 vrst rib. Rezervat slovi predvsem po 179 vrstah tam gnezdečih ptic. Mednje spadajo dalmatinski pelikan, nemi labod, divja gos, barjanski lunj, drozgi, čaplje in kormorani. 

## Zanimivost
Po Srebrni je dobil ime ledenik Srebrna na Livingstonovem otoku v Južnem šetlandskem otočju na Antarktiki.